# Callinesia fimbriolata
Callinesia fimbriolata är en insektsart som först beskrevs av Melichar 1903.  Callinesia fimbriolata ingår i släktet Callinesia och familjen vedstritar.
Artens utbredningsområde är Sri Lanka. Inga underarter finns listade i Catalogue of Life.